# Schleiz
Schleiz è una città di 8 800 abitanti della Turingia, in Germania. È il capoluogo, e il centro maggiore, del circondario della Saale-Orla.

## Storia
Il 1º gennaio 2019 venne aggregato alla città di Schleiz il comune di Crispendorf.
Il 31 dicembre 2019 venne aggregato alla città di Schleiz il comune di Burgk.

## Geografia antropica

### Frazioni
Il comune comprende le seguenti località:
- Dröswein
- Gräfenwarth
- Grochwitz
- Heinrichsruh
- Langenbuch
- Lössau
- Möschlitz
- Oberböhmsdorf
- Oschit
- Wüstendittersdorf
- Kernstadt-Schleiz